# Vor Frue Kilde (Lerup Sogn)
 For alternative betydninger, se Vor Frue Kilde. (Se også artikler, som begynder med Vor Frue Kilde)
Vor Frue Kilde ligger i Lerup Sogn i Øster Han Herred.
Vor Frue Kilde, som er en sumpkilde, ligger i den sydlige ende af Fosdalen nær Lerup Kirke og har formodentlig i fjern fortid været dyrket som en naturmagt.
Ved kristendommens indførelse blev der opført et kapel og senere en kirke, hvorefter de blev indviet til Vor Frue (Jomfru Maria). Stedet har fra gammel tid været besøgt af syge og svage i håbet om helbredelse. Ofte varede disse besøg 8-14 dage, nogle gange længere.[kilde mangler]
På Vor Frue Dag den 8. september blev der hvert år afholdt et stort "Lerredsmarked", som varede i flere dage, og hvor lokale og tilrejsende blandt andet handlede med bødker- og pottemagervarer.
Gøgl og underholdning var også en del af datidens marked, så meget at sognepræsten Christen Pedersen i år 1585 skrev en klage til myndighederne om "grov uskikkelighed". Myndighederne flyttede markedet til Skærm og senere til Fjerritslev, hvor det omkring år 1700 ofte kaldes "Maria Messe".